# Marlene (álbum)
Marlene  es el título del álbum debut homónimo de estudio en solitario grabado por la cantante venezolana Marlene, después de su incursión en los 2 proyectos musicales con el grupo Los Tigres con los cuales logró pegar algunos temas entre los más sonados de la radio en su momento.
Lo que hace tan especial a Marlene y a éste álbum en particular, no solo es la calidad de la interpretación de cada uno de los temas o de lo tan bien grabado que quedó el disco; sino también el hecho que los 10 temas que conforman el repertorio este disco fueron lanzados como sencillos (singles-promos; no comerciales) a nivel las radio-emisoras, logrando una excelente aceptación por parte del público radio-escucha... Marlene, llegó a presentarse en programas musicales como el tan conocido "Sábado Sensacional", que en aquel entonces, era conducido por Amador Bendayán (ya fallecido). Al poco tiempo, así como tan repentinamente surgió su carrera como Solista, de ese mismo modo salió de la escena musical venezolana sin dejar rastro alguno. En el presente, vive radicada en la ciudad de Miami, totalmente fuera del mundo de la Música.

## Datos del álbum
- Una producción Love Records.

- Realizada y dirigida por: Juan Carlos Calderón.

- Arreglos y Dirección de Orquesta: Juan Carlos Calderon.

- Grabado en: Estudios Torres Sonido (Madrid - España).

- Técnicos de grabación: Joaquín Torres y Alberto Palacio.

- Cortado en: Audiomatrices. CA.

- Diagramación: Valeria Cozii y Gisela Sánchez.

- Fotografía: Gonzalo Galavis.

- Estilista: Salvador.

- Productor Ejecutivo: Carlos M. Montenegro.

SN-009 STEREO
Cassette No. KCSN-009
Fecha De Publicación: 28/01/82

## Temas
Lado A:
1. "¿Qué nos pasa esta mañana" / 3:41
2. "Hasta cuándo" / 3:17
3. "Piel de serpiente" / 3:17
4. "Nada" / 3:23
5. "¿No notas que estoy temblando?" / 3:30

Lado B:
1. "Ámame" / 3:14
2. "Tengo hambre de ti" / 3:30
3. "Como el río se va" / 3:35
4. "De ti, de mí" / 3:55
5. "Cuando una mañana" / 3:08

## Sencillos
1. "¿No notas que estoy temblando?".
2. "Ámame".
3. "¿Qué nos pasa esta mañana".

- Datos: Q5999637